# Droga nr 59 (Islandia)
Droga nr 59, zwana Laxárdalsvegur – droga w północno-zachodniej Islandii, łącząca drogę nr 60 w okolicach Búðardalur nad fiordem Hvammsfjörður z drogą nr 68 w okolicach Borðeyri nad fiordem Hrútafjörður. Biegnie doliną Laxárdalur, którą płynie rzeka Laxá. Ma długość 35,93 km.